# Kumaranahalli, Holalkere
Kumaranahalli là một làng thuộc tehsil Holalkere, huyện Chitradurga, bang Karnataka, Ấn Độ.